# Kasia Kulesza
Pour les articles homonymes, voir Kulesza.
Kasia Kulesza, née le 29 août 1976, est une pratiquante de natation synchronisée canadienne.

## Carrière
Lors des Jeux olympiques de 1996 à Atlanta, Kasia Kulesza remporte la médaille d'argent olympique par équipes avec Sylvie Fréchette, Karen Clark, Janice Bremner, Karen Fonteyne, Christine Larsen, Erin Woodley, Cari Read, Valérie Hould-Marchand et Lisa Alexander.